# 琵琶湖の水止めたろか
- 琵琶湖の水止めたろか
- 琵琶湖の水、止めたろか

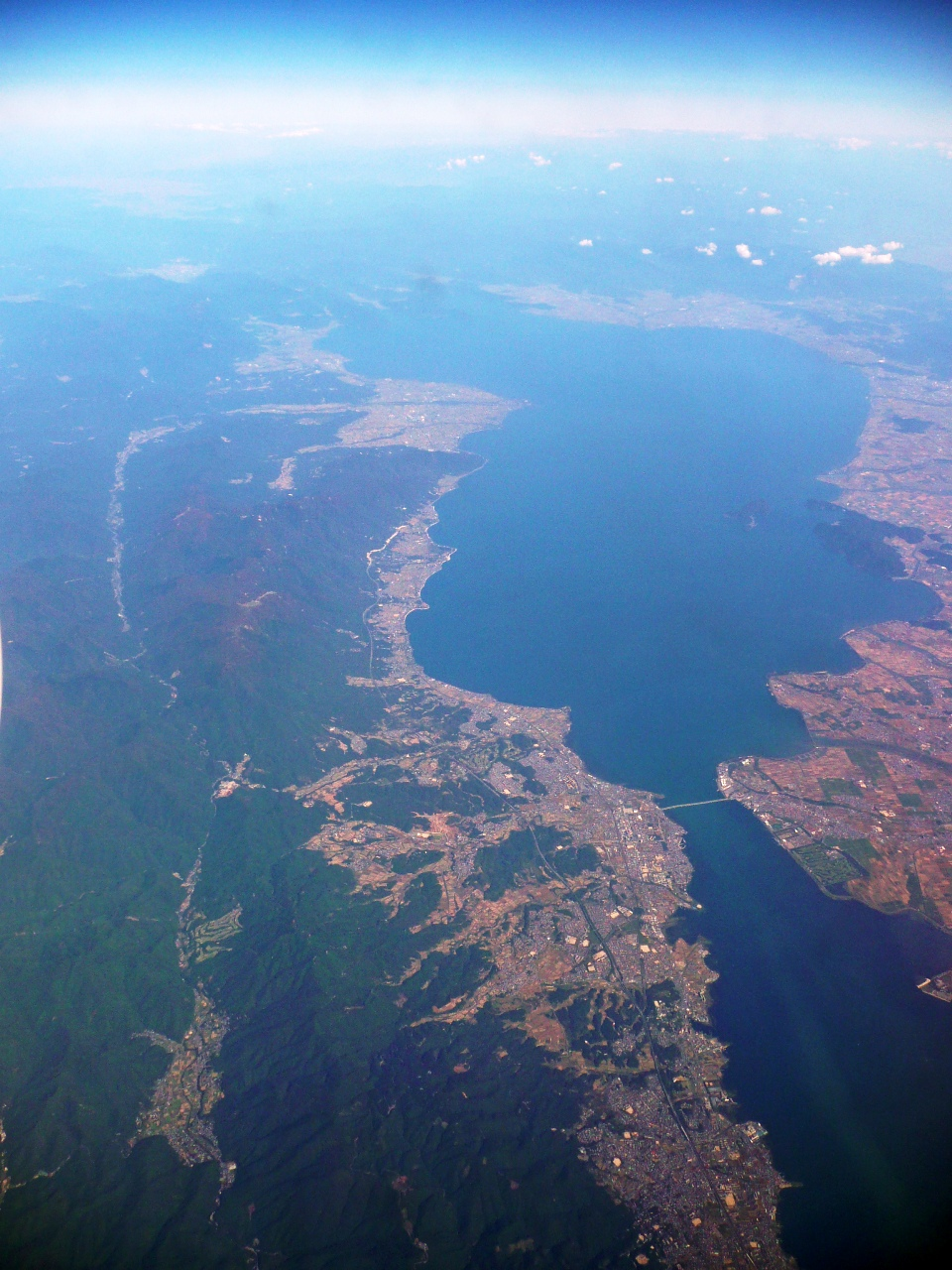
琵琶湖の南端付近上空から北方方面に琵琶湖全景を撮影した航空写真。中央やや下に琵琶湖大橋が見える。琵琶湖の湖水は写真前方方面の瀬田川に流れ、近畿地方を潤す。

琵琶湖の水止めたろか（びわこのみずとめたろか）は、滋賀県民が用いる決まり文句・ジョーク・捨て台詞である。歴史的に琵琶湖や淀川水系の治水・水利をめぐる対立相手であった京都・大阪府民から馬鹿にされた際に、対抗心を表すために用いる。

## 背景
滋賀県の琵琶湖は「日本最大の湖」として知られ、面積（約670平方キロメートル）・貯水量（約275億立方メートル）共に日本最大である。琵琶湖の水は、瀬田川、宇治川、淀川と名前を変えて大阪湾に流れ込み、滋賀県のみならず近畿（大阪府、京都府、兵庫県）1450万人の飲み水を供給、また、農業用水・工業用水としても利用される。
雨量が少なければ滋賀は水源確保のために湖水の放水を止めたいが、大阪・京都は水不足を解消するためにより多くの放水を望む。逆に雨量が多ければ洪水を避けるために、滋賀は放水を望み、大阪・京都は川が増水し氾濫することを恐れて放水を望まない。このように「琵琶湖の水を流すか否か」での問題は、古くから上流・下流の両住民にとって重要であり、現代に至るまで論争が続いてきた。

### 滋賀県・琵琶湖への意識
琵琶湖の位置する滋賀県は、日本最大の湖として認知度が高い琵琶湖に比べて、全国的に認知度が低く、2015年には 「近江県」「琵琶湖県」などに県名を変更する是非を問う世論調査を実施したこともあった。
琵琶湖は近畿地方に住む人々にとって欠かせない水源であることから「近畿の水瓶」などと呼ばれることもある。しかし、1995年に滋賀県知事の稲葉稔が、「水がめ」との表現に不快感を示す答弁を行うなど、琵琶湖を「水がめ」と呼ぶ表現を避けている。これは、滋賀県の象徴的存在である琵琶湖を、単なる貯水用ダムの一種として扱われては、県民感情を大きく損なうとの理由によるものである。
滋賀県、京都府、大阪府の住民を対象にした1995年のアンケート調査によると、「琵琶湖が持つ価値」への回答として「水道用水」を選んだ者の割合は、滋賀県の58パーセントに対して、両府は72パーセントと差が見られた。さらに、「琵琶湖の将来に大切なもの」への回答としては、両府においては「水資源の量の確保」（49パーセント）が「水質の保全」（26パーセント）を上回ったのに対し、滋賀県においては「水資源の量の確保」（32パーセント）は「水質の保全」（42パーセント）を下回っており、意識のズレが見られる。野田 (2001, p. 232)はこの調査を参照し、滋賀県以外の住民は渇水時などには水源として琵琶湖を意識するが、日常的に琵琶湖の存在を気に留めていないと結論づけている。

### 瀬田川治水の歴史
「琵琶湖の水」にまつわる上流・下流の対立は古くからある。奈良時代の僧侶行基は、治水のために瀬田川沿いにある小さな山を掘削することを試みたが、下流が氾濫することを恐れて計画を断念している。江戸時代には、1699年（元禄12年）の「河村瑞賢による大普請」や1831年（天保2年）の大普請などの浚渫工事がおこなわれているが、大洪水を恐れる下流住民の反発もあり、江戸時代を通しての浚渫工事は、公儀による普請が2回、自普請（地元の村による工事）が3回の計5回に留まった。なお、1831年の大普請においては、高島郡深溝村の庄屋藤本太郎兵衛の主導で下流の約300村の同意を取り付けている。
1890年（明治23年）には、同年に完成した瀬田川鉄橋の橋脚が水流を阻害していると考えた滋賀県内の有志によって琵琶湖水利委員同盟が結成され、橋脚撤去の請願が退けられたのちに、瀬田川浚渫の請願を行うようになる。これに対し、1885年（明治18年）の淀川洪水で被害を受けていた下流摂津・河内11郡の有志は、淀川改修期成同盟を結成し反対した。1891年（明治24年）から翌年にかけ、滋賀県知事の大越亨が内務大臣に瀬田川浚渫を数度にわたって陳情し、1893年（明治26年）には部分的な浚渫が実施され、以降は複数の治水工事が行われている。
なお、江戸時代の自普請での浚渫においては、洪水の被害を受けた農村が全額（年間収穫高の約6パーセント）を負担したが、水資源開発公団の琵琶湖開発事業に組み入れられて以降の浚渫および洗堰改築事業においては、8割が下流の利水者の負担であり、国の負担も除くと滋賀県の負担は2.6パーセントと少なくなっている。

### 琵琶湖の水資源利用

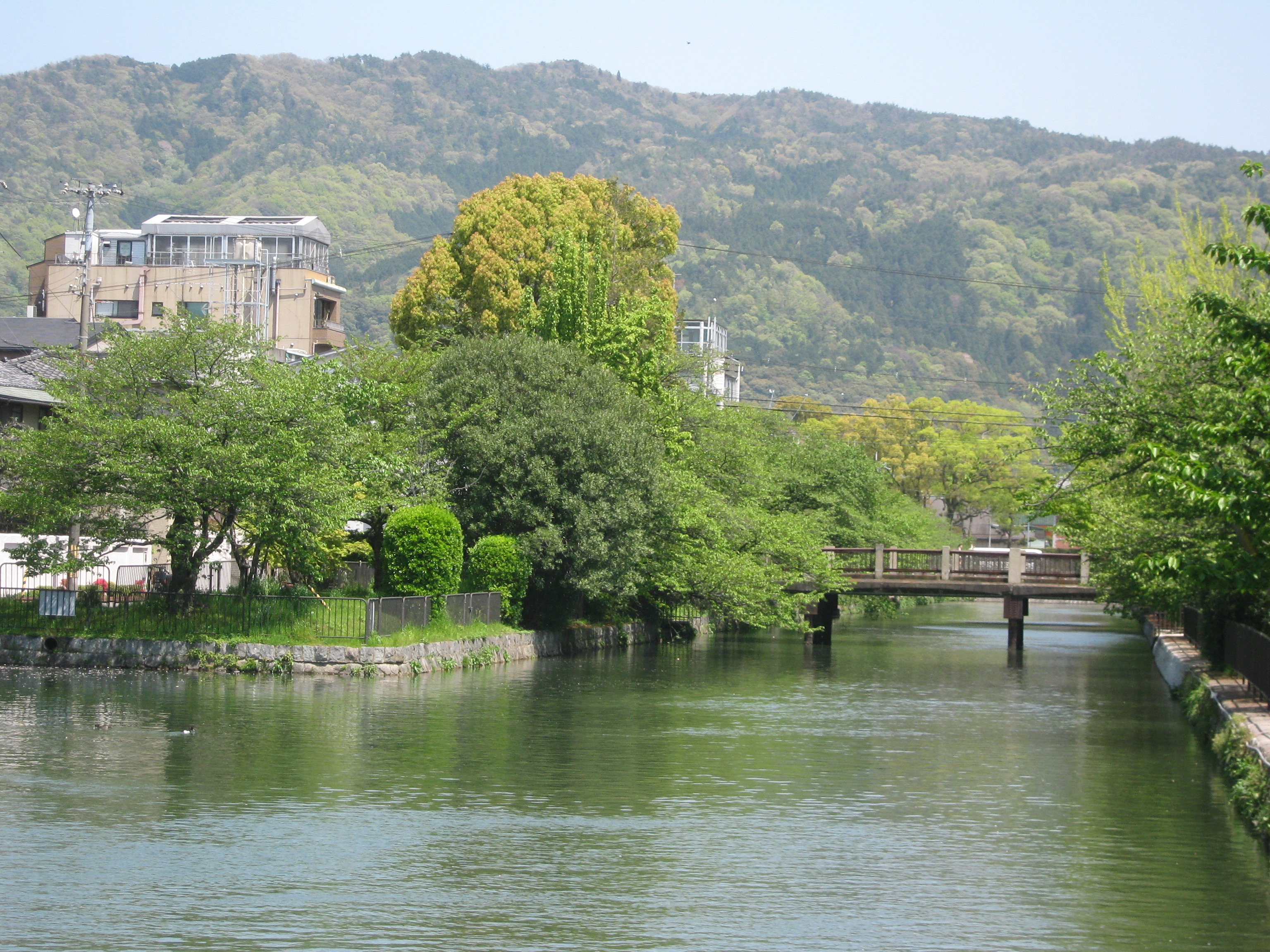
琵琶湖から流れる、瀬田川ともう一つの水流が琵琶湖疏水である。

大阪では1895年（明治28年）ごろより淀川を水源とする本格給水が始まり、京都では1890年（明治23年）完成の琵琶湖疏水（第1疏水）ののち、1912年（明治45年）完成の第2疏水を通じて琵琶湖の湖水を生活用水の源とするようになった。水源の99パーセント（2019年ごろ）を琵琶湖に頼る京都市は、1914年（大正3年）以来京都市民の感謝の意をとして毎年滋賀県に琵琶湖疏水感謝金を支払っている。
高度経済成長期以降、水資源の需要が拡大した下流域は、一層琵琶湖に依存するようになっていく。そのような状況を受けて1972年（昭和47年）に開始された琵琶湖総合開発事業においては、琵琶湖や上流域の福祉増進に利するための下流負担金が定められるなど、上流への影響が考慮された上で、滋賀県、下流府県、国の3者による合意が交わされた。

## 現実性

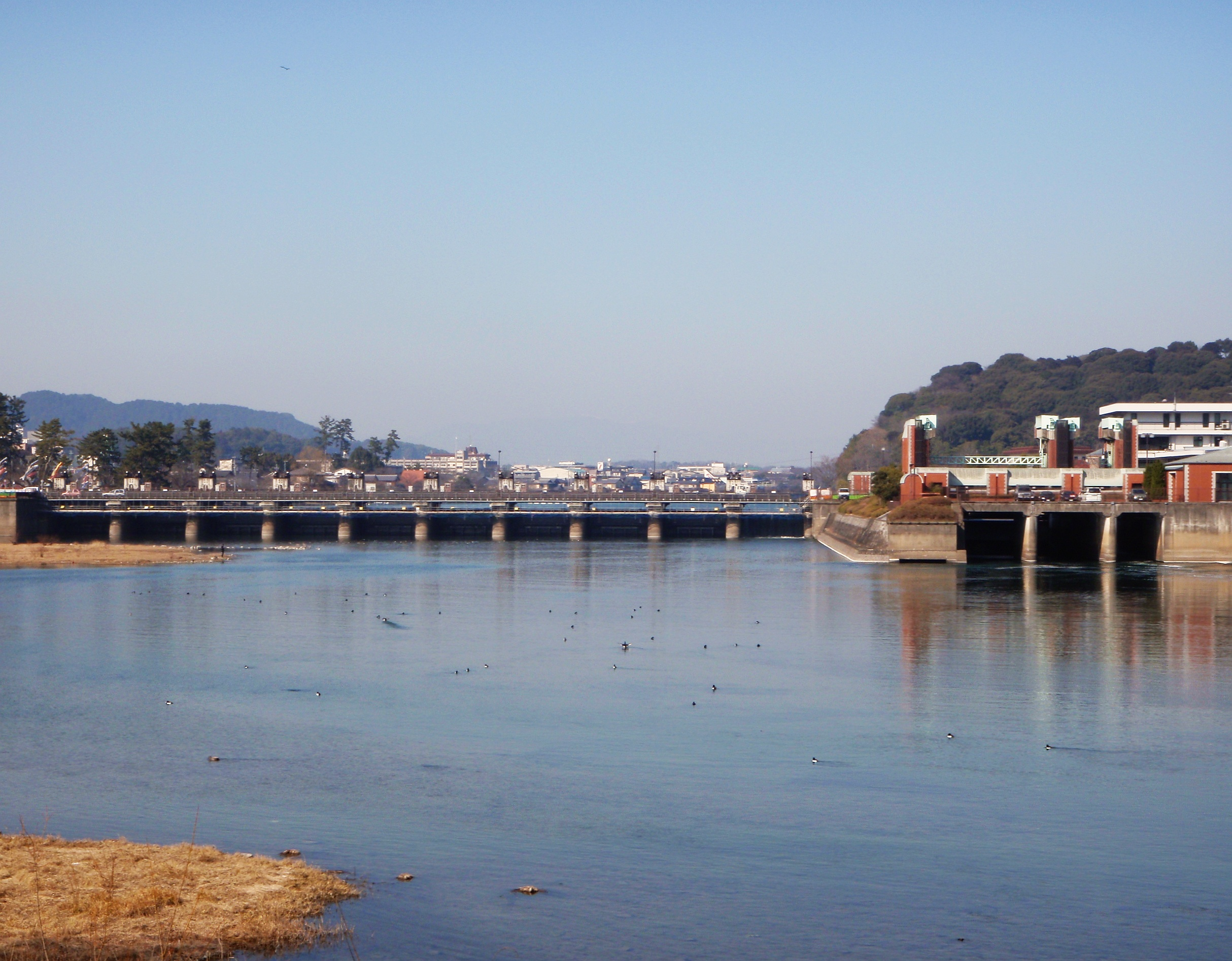
下流側から見た瀬田川洗堰。「琵琶湖の水止めたる」ためには洗堰を封じる必要がある。

琵琶湖は河川法上は一級河川であり、国土交通省が直接管理することになっている。琵琶湖の場合は国土交通大臣から委託を受けた滋賀県知事が管理を担う。しかしながら、琵琶湖の湖水の出口は滋賀県の管轄下にはなく、滋賀県が独断で「水を止める」ことはできない。湖水の出口は瀬田川と琵琶湖疏水の2箇所があるが、瀬田川の水量を調整する瀬田川洗堰は国（国土交通省近畿地方整備局琵琶湖河川事務所）が、疏水は京都市が管理している。

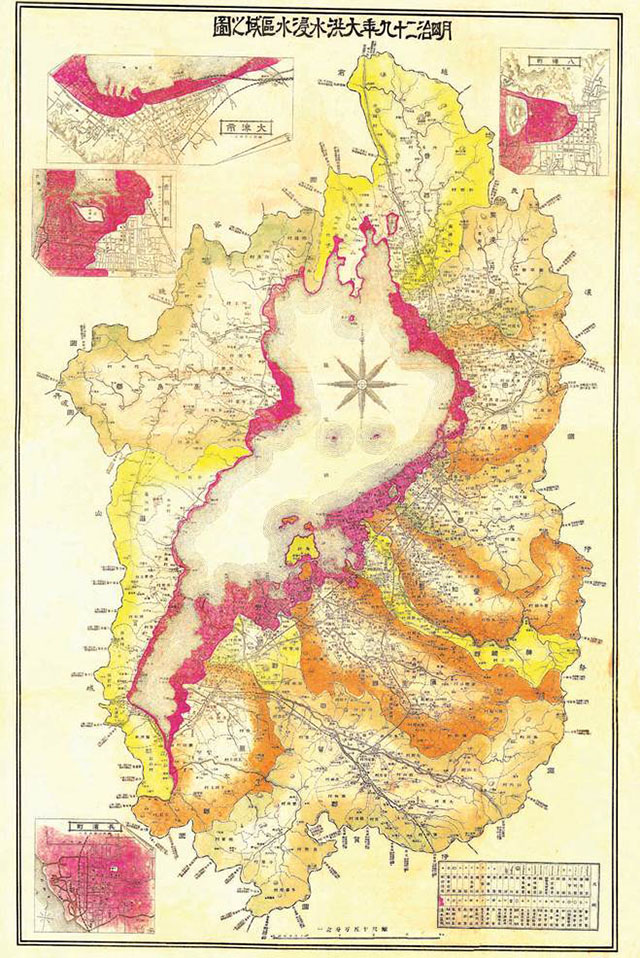
明治29年琵琶湖洪水の浸水区域（赤色）を示した地図。

琵琶湖の水を止めることの現実性については、洗堰を長期間閉じて琵琶湖疏水に流れる水を絞れば可能である。ただし、実際に流水を止めた場合に、淀川の水量が3分の1まで減って下流域の水供給に多大なる影響をもたらす一方で、琵琶湖周辺はたちまち水没して明治29年琵琶湖洪水水害に匹敵する深刻な被害を被ると想定される。よって、国の方針によれば全閉操作は原則行わないことになっている。
洗堰の全閉操作は滋賀県にとってはむしろ屈辱の歴史といえ、記録的な大雨になった場合に原則を破ってでも全閉操作を行うのは、上流の滋賀県を犠牲にしてでも住宅などが密集する宇治などの下流を守るためである。琵琶湖河川事務所によると、洗堰は1961年（昭和36年）以降5回全閉したことがある。2013年（平成25年）9月には台風18号に伴う豪雨で琵琶湖下流域の洪水を防ぐために41年ぶりに洗堰が全閉した。その4年後の2017年（平成29年）10月に発生した台風21号が滋賀県を襲った際も、国は全閉操作を実施し、県内の自治体首長や県議らが反発した。滋賀県知事の三日月大造は堰の全閉について遺憾の意を国に伝え、12月7日の県議会本会議で改めて「誠に残念だ」と述べている。この台風で琵琶湖沿岸部等において内水被害などが発生した。

## タイトルや歌詞における使用
- 滋賀県出身のロック・バンドW-D4は2012年・2013年・2015年・2017年に、「滋賀県なめたら水止めるツアー」と題するファン・ツアーを実施している[41][42]。
- 滋賀県甲賀市出身の漫画家・さかなこうじの作品『三成さんは京都を許さない -琵琶湖ノ水ヲ止メヨ-』（連載開始は2016年10月）[43]では、戦国時代からタイムスリップした石田三成が京都にライバル心を熱く燃やす様をコミカルに描き、「琵琶湖の水を止める」ジョークも登場している[44]。
- 滋賀県出身のR&K（リズム&歌謡）バンド「東狂アルゴリズム」は2018年に「琵琶湖の水止めたろか音頭」という曲を発表している[45][46][47]。歌詞の中には京都市からの琵琶湖疏水感謝金が年間2億3千万円であることや、同疏水の「蛇口」を京都市が管理しており、滋賀県には止める権限を有しないこと、実際に琵琶湖の水を止めたら滋賀県が水没するといった、現実に即した内容が多数織り込まれている。
- ベースボール・チャレンジ・リーグ（プロ野球独立リーグ）に所属していたオセアン滋賀ブラックス[注釈 4]の応援団が2018年より使用していた応援歌「南郷の洗堰」においてこのフレーズが用いられていた[49][50][注釈 5]。滋賀球団は2022年シーズンをもって活動を休止したが、その後2025年から日本海リーグに準加盟したSHIGA HIJUMPSの応援を旧滋賀応援団が手がけることになり[53]、「南郷の洗堰」も再び使用されている[54]。

## マスメディアなどでの言及
「琵琶湖の水」にまつわる滋賀県民と大阪、京都府民の話題は、テレビなどのメディアでも取り上げられている。
『月曜から夜ふかし』（日本テレビ系）では、2015年6月の「滋賀県問題を調査した件」において認知度の低さをからかう京都府民への滋賀県民による反撃として「琵琶湖の水止めたろか」が使われており、また、2015年8月の「京都VS滋賀 琵琶湖の水問題」では、大阪府民による琵琶湖の水質についての否定的なコメントに対し、滋賀県民が「じゃあ水飲むな」「水止めます」と反論する様子が放送されている。翌2016年4月の放送において同番組は、上述のように滋賀県には水を止める権限を有しないことが判明したと伝えている。
2021年には『秘密のケンミンSHOW極SP』（日本テレビ系）でも「琵琶湖の水止めたろか」のフレーズが取り上げられ、滋賀県民が「結構言います」「滋賀のプライド」であると述べた一方で、大阪府民や京都府民は「止められるもんなら、止めてみい」「水溢れるで」などと冷笑している様子が伝えられた。また、同番組では瀬田川洗堰の担当者への取材などを元に、滋賀に水を止める権限を有しない（上述）と結論づけている。同番組は、「琵琶湖の水」がTwitterのトレンド入りするといったインターネット上の反響を呼び、滋賀県にゆかりの深い西川貴教もTwitterにおいて「我が王国の皆さんは『びわ湖の水止めたろか！』などと決して言いません！」と反応し、滋賀県民からは共感の声が寄せられた。